# Черник (пам'ятка природи)
Че́рник — ботанічна пам'ятка природи місцевого значення в Україні. Розташована на території Надвінянського району Івано-Франківської області, на південний захід від села Черник.
Площа — 3,2 га, статус отриманий у 1980 році. Перебуває у віданні ДП «Надвірнянський держлісгосп» (Зеленське лісництво квартал 20, виділи 31—34).